# Championnats d'Europe de cyclisme sur piste juniors et espoirs 2004
Navigation
Championnats d'Europe 2003 Championnats d'Europe 2005
Les Championnats d'Europe de cyclisme sur piste juniors et espoirs 2004 se sont déroulés à Valence en  Espagne. La compétition était ouverte aux juniors (17-18 ans) et espoirs (- 23 ans) chez les hommes et les femmes. À noter également la présence de quatre épreuves open, où peuvent concourir les coureurs de plus de 23 ans.

## Résultats

### Juniors
| Épreuves masculines    |                                                                           |                                                                   |                                                                |
| Kilomètre              | Stoyan Vasev                                                              | David Wilken                                                      | Francesco Kanda                                                |
| Keirin                 | Matthew Crampton                                                          | Francesco Kanda                                                   | Mikhail Shikhalev                                              |
| Vitesse individuelle   | Matthew Crampton                                                          | Mathias Stumpf                                                    | Paweł Kościecha                                                |
| Vitesse par équipes    | Russie Stoyan Vasev Denis Dmitriev Mikhail Shikhalev                      | Pologne Paweł Kościecha Maciej Olkowski Jakub Wycisk              | Espagne José Antonio Clua Miguel Galán Julio Varas             |
| Poursuite individuelle | Vitaliy Shchedov                                                          | Ivan Kovalev                                                      | Michael Arends                                                 |
| Poursuite par équipes  | Ukraine Oleksandr Polivoda Sergiy Minashkin Igor Malikov Vitaliy Shchedov | Russie Sergey Kolesnikov Ivan Kovalev Valery Valynin Alexey Bauer | Espagne Pablo Bernal Jonathan Muñoz Jordi Mariné David Dieguez |
| Course aux points      | Pavel Korzh                                                               | Geraint Thomas                                                    | Tim Mertens                                                    |
| Scratch                | Alexey Bauer                                                              | Kim Marius Nielsen                                                | Alain Lauener                                                  |
| Épreuves féminines     |                                                                           |                                                                   |                                                                |
| 500 mètres             | Magdalena Sara                                                            | Annalisa Cucinotta                                                | Valeriya Velychko                                              |
| Keirin                 | Magdalena Sara                                                            | Natalia Prokurorova                                               | Joukje Braam                                                   |
| Vitesse individuelle   | Magdalena Sara                                                            | Annalisa Cucinotta                                                | Natalia Prokurorova                                            |
| Poursuite individuelle | Liesbeth Bakker                                                           | Rebecca Bertolo                                                   | Daiva Tuslaite                                                 |
| Course aux points      | Rebecca Bertolo                                                           | Mie Bekker Lacota                                                 | Liesbeth Bakker                                                |
| Scratch                | Annalisa Cucinotta                                                        | Karen Verbeek                                                     | Rebecca Bertolo                                                |

### Espoirs
| Épreuves masculines    |                                                                             |                                                                  |                                                                                |
| Kilomètre              | François Pervis                                                             | Alois Kaňkovský                                                  | Michael Seidenbecher                                                           |
| Keirin                 | Andriy Vynokurov                                                            | Franck Durivaux                                                  | Michael Seidenbecher                                                           |
| Vitesse individuelle   | Ross Edgar                                                                  | Michael Seidenbecher                                             | Łukasz Kwiatkowski                                                             |
| Poursuite individuelle | Volodymyr Dyudya                                                            | Alexander Serov                                                  | Levi Heimans                                                                   |
| Poursuite par équipes  | Ukraine Vitaliy Popkov Volodymyr Dyudya Maksym Polyshchuk Dmytro Grabovskyy | Pays-Bas Geert-Jan Jonkman Levi Heimans Jos Pronk Wim Stroetinga | Russie Alexey Shmidt Ilya Krestianinov Alexander Khatuntsev Sergey Sevostianov |
| Américaine             | Belgique Kenny De Ketele Iljo Keisse                                        | Danemark Michael Berling Alex Rasmussen                          | Italie Matteo Montaguti Samuele Marzoli                                        |
| Course aux points      | Rafał Ratajczyk                                                             | Stefan Löffler                                                   | Grégory Devaud                                                                 |
| Scratch                | Alex Rasmussen                                                              | Rafał Ratajczyk                                                  | Matthieu Ladagnous                                                             |
| Épreuves féminines     |                                                                             |                                                                  |                                                                                |
| 500 mètres             | Tamilla Abassova                                                            | Elisa Frisoni                                                    | Clara Sanchez                                                                  |
| Keirin                 | Clara Sanchez                                                               | Christin Muche                                                   | Ekaterina Merzlikina                                                           |
| Vitesse individuelle   | Tamilla Abassova                                                            | Clara Sanchez                                                    | Elisa Frisoni                                                                  |
| Poursuite individuelle | Oxana Kostenko                                                              | Tatsiana Sharakova                                               | Vera Koedooder                                                                 |
| Course aux points      | Charlotte Becker                                                            | Débora Gálvez Lopez                                              | Tatsiana Sharakova                                                             |
| Scratch                | Eleonora Soldo                                                              | Yulia Aroustamova                                                | Kyriaki Konstantinidou                                                         |

### Open
| Épreuves masculines |                                                 |                                                              |                                                             |
| Vitesse par équipes | France Grégory Baugé Mathieu Mandard Hervé Gané | Pologne Grzegorz Krejner Łukasz Kwiatkowski Damian Zieliński | Allemagne Nico Hartmann Michael Seidenbecher Michael Spiess |
| Omnium              | Alexei Markov                                   | Angelo Ciccone                                               | Petr Lazar                                                  |
| Omnium sprint       | Damian Zieliński                                | Grzegorz Krejner                                             | Pavel Buráň                                                 |
| Épreuves féminines  |                                                 |                                                              |                                                             |
| Omnium              | Lyudmyla Vypyraylo                              | Apollinaria Bakova                                           | Eleonora Soldo                                              |

## Tableau des médailles
| Rang  | Nation          | Or | Argent | Bronze | Total |
| ----- | --------------- | -- | ------ | ------ | ----- |
| 1     | Russie          | 8  | 6      | 4      | 18    |
| 2     | Ukraine         | 6  | 0      | 1      | 7     |
| 3     | Pologne         | 5  | 4      | 2      | 11    |
| 4     | Italie          | 3  | 6      | 5      | 14    |
| 5     | France          | 3  | 2      | 2      | 7     |
| 6     | Grande-Bretagne | 3  | 1      | 0      | 4     |
| 7     | Allemagne       | 1  | 5      | 4      | 10    |
| 8     | Danemark        | 1  | 3      | 0      | 4     |
| 9     | Pays-Bas        | 1  | 1      | 4      | 6     |
| 10    | Belgique        | 1  | 1      | 1      | 3     |
| 11    | Espagne         | 0  | 1      | 2      | 3     |
| -     | Tchéquie        | 0  | 1      | 2      | 3     |
| 13    | Biélorussie     | 0  | 1      | 1      | 2     |
| 14    | Suisse          | 0  | 0      | 2      | 2     |
| 15    | Grèce           | 0  | 0      | 1      | 1     |
| -     | Lituanie        | 0  | 0      | 1      | 1     |
| Total | Total           | 32 | 32     | 32     | 96    |